# João Miranda (Militär)

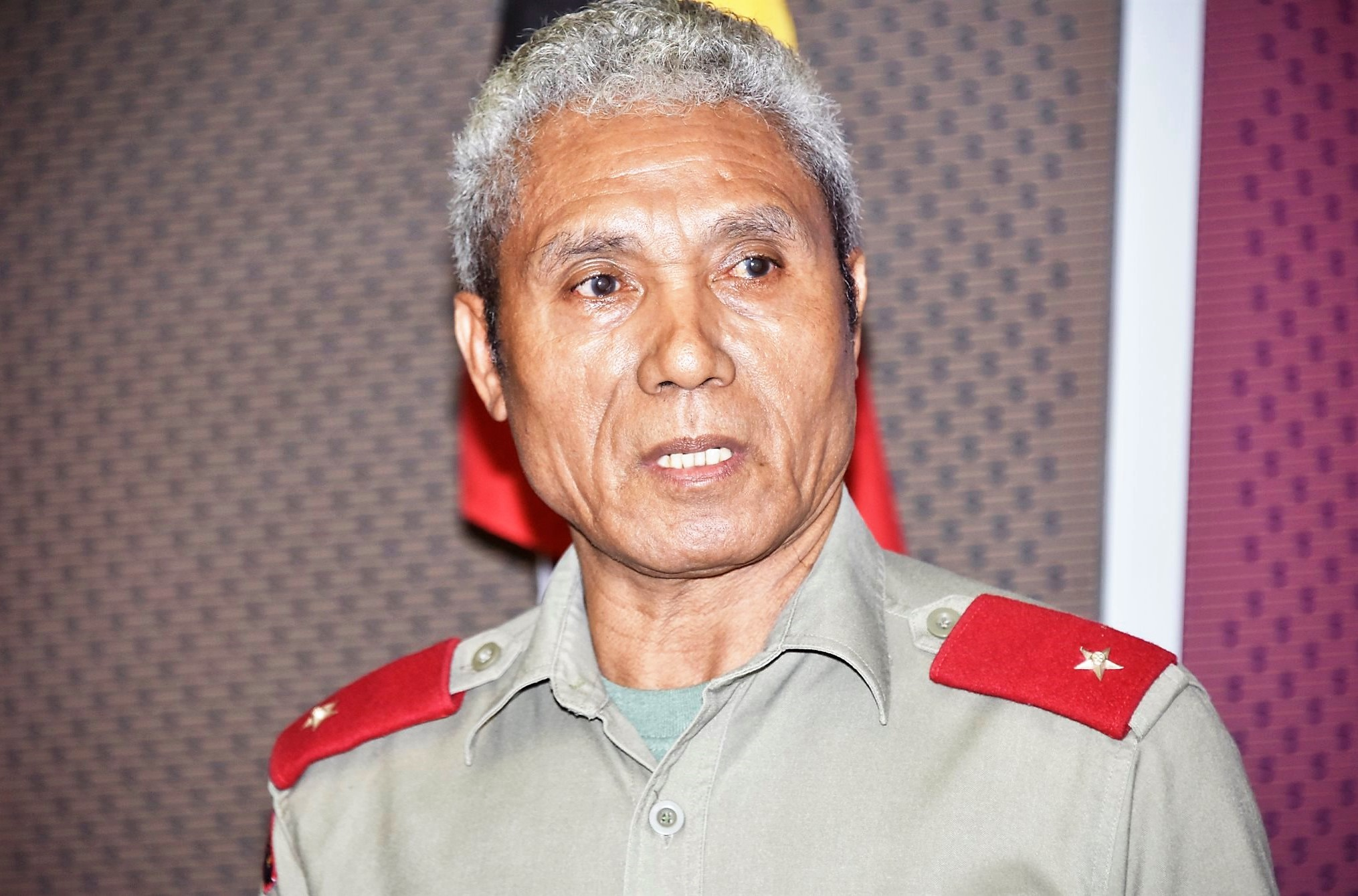
João Miranda (2020)

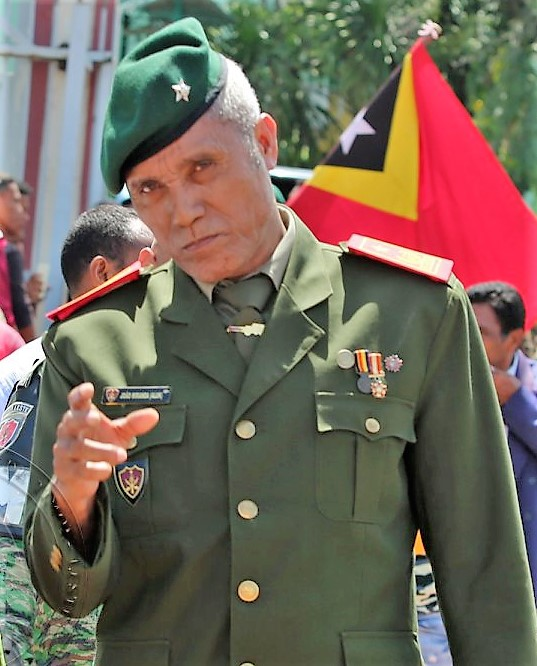
João Miranda (2020)

João Miranda (* in Lospalos, Portugiesisch-Timor), Kampfname Aluk Descartes (Aluc Descartes), ist ein osttimoresischer Offizier.

## Werdegang
Miranda schloss sich der Forças Armadas de Libertação Nacional de Timor-Leste (FALINTIL) an, als Indonesien 1975 begann, die Grenzgebiete verdeckt zu besetzen. Nach Beginn der offenen Invasion Osttimors am 7. Dezember wurde Miranda in den Widerstandssektor Ponta Leste stationiert, wo er verschiedene Führungspositionen im militärischen Widerstand einnahm. Zuletzt war er Regionalkommandant. Unter der Übergangsverwaltung der Vereinten Nationen für Osttimor (1999–2002) wurde die FALINTIL in die Verteidigungskräfte Osttimors (F-FDTL) überführt. Miranda wurde Soldat des nun unabhängigen Staates. 2011 wurde Miranda Militärberater des Staatspräsidenten und militärischer Stabschef (Chefe do Casa Militar) im Präsidialamt. Parallel erfolgte die Beförderung zum Oberst (Coronel). Weitere Dienstposten waren der Kommandoposten der Marine und Militärattaché in der osttimoresischen Botschaft in Indonesien. 2018 war er Berater von Premierminister Marí Alkatiri. Am 7. Juni 2018 erfolgte die Beförderung zum Brigadegeneral.

## Auszeichnungen
- Ordem da Guerrilha[1][2]
- Ordem de Timor-Leste (Medaille 2012)[3]